# Macrogomphus abnormis
Macrogomphus abnormis – gatunek ważki z rodziny gadziogłówkowatych (Gomphidae).